# Oudenbosch
Oudenbosch – wieś w gminie Halderberge w prowincji Brabancja Północna w południowej Holandii. Jest położona nieopodal Etten-Leur i Roosendaal.
Oudenbosch jest najbardziej znany z wielkiej bazyliki św. Agaty i św. Barbary zbudowanej w latach 1865–1892, będącej pomniejszoną kopią bazyliki św. Piotra na Watykanie. W 1997 Oudenbosch wszedł w skład gminy Halderberge.
W miejscowości jest stacja kolejowa Oudenbosch.